# Partidul Liberal Democrat (2006–2007)
Partidul Liberal Democrat (PLD) a fost un partid politic din România, format în decembrie 2006 prin ruperea unei aripi a Partidului Național Liberal. PLD a fost condus de Theodor Stolojan, fost membru FSN și mai apoi fost președinte PNL și a avut printre membri o serie de foști membri proeminenți ai PNL, ca Gheorghe Flutur, Mona Muscă și Valeriu Stoica, care s-au opus fostei conduceri a PNL, deținută de Călin Popescu-Tăriceanu. Liberal-democrații doreau, de asemenea, o mai bună colaborare cu Partidul Democrat. PNL și PD au format Alianța Dreptate și Adevăr, relațiile dintre cele două formațiuni politice devenind tot mai tensionate din 2006. PD-L s-a numit inainte de 2006 PD și a fost condus de Petre Roman, de Traian Băsescu, de Theodor Stolojan apoi de Emil Boc.
Membrii liberal-democraților s-au grupat inițial în organizația informală denumită Platforma Liberală. La începutul lui februarie 2007 a adunat semnăturile necesare pentru înregistrarea sa.  La 1 martie 2007 partidul a fost înregistrat oficial.
Sloganul PLD a fost Progres, Libertate, Demnitate.
Partidul Liberal Democrat a fuzionat cu Partidul Democrat (PD) în decembrie 2007, iar noua formațiune politică se numește Partidul Democrat-Liberal (PD-L).